# Casa de Gobierno de Santiago del Estero
La Casa de Gobierno de la Provincia de Santiago del Estero es la sede del Poder Ejecutivo Provincial y la oficina del Gobernador, y se encuentra en la capital homónima, dentro de la República Argentina.

## Historia
La anterior Casa de Gobierno de Santiago del Estero había sido construida para el Gobernador Don Manuel Taboada en 1868, por los hermanos Cánepa, provenientes del cantón de Ticino y también arquitectos de la Iglesia Catedral.
El actual edificio tiene su origen en un proyecto para terminal de ómnibus que comenzó a construirse durante la presidencia de Juan Domingo Perón por la firma Cassanova S.A., pero quedó inconclusa[cita requerida]. El arquitecto Aníbal Oberlander recibió entonces el encargo de aprovechar la estructura para levantar la nueva Municipalidad de la Ciudad de Santiago del Estero, obra que comenzó en 1948. Oberlander era en ese momento Ministro de Hacienda y Obras Públicas de la Provincia.
Hacia 1952, cuando el edificio estaba casi terminado, decidió cambiarse su función para que fuera Palacio de Gobierno de la Provincia. La antigua Casa de Gobierno funciona actualmente como Centro Cultural del Bicentenario.
Quizás el evento más trascendente de la historia de este edificio haya sido el incendio que sufrió el 16 de diciembre de 1993, durante la crisis social conocida como "Santiagueñazo", por la cual colapsó el Gobierno Provincial, en ese momento a cargo de Fernando Lobo. En medio de fuertes problemas presupuestarios, y sin apoyo del Gobierno Nacional, la Legislatura había votado declarar “en disponibilidad” a todo el personal del Estado provincial y el cese inmediato de todo el personal. Una turba  incendió y saqueo no solo la Casa de Gobierno, sino también las sedes de los otros dos poderes provinciales, varios edificios públicos y las residencias de personajes políticos repudiados.

## Arquitectura

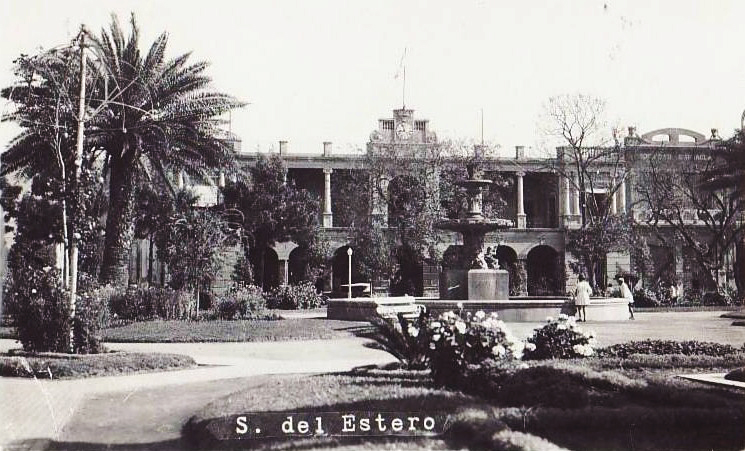
Antigua Casa de Gobierno de 1868, hoy Centro Cultural del Bicentenario.

El edificio fue diseñado en estilo español y con impronta neocolonial, un estilo bastante utilizado en la Argentina en la primera mitad del siglo XX, especialmente durante el período peronista en que se reflotaron estéticas e imágenes de corte nacionalista. Los detalles de ornamentos y balcones fueron diseñados y ejecutados por el escultor santiagueño Roberto Delgado.
Está organizado alrededor de un patio techado y tiene una planta rectangular y simétrica. Su torre con campanario y reloj, que seguía las pautas de su primer destino, es símbolo de los Cabildos, por medio de ella se llamaba al pueblo y desde los balcones se daba parte de las novedades o simplemente se rendía cuenta de lo actuado.
La Casa de Gobierno se implanta en una manzana completa, frente a la céntrica Plaza San Martín, en cuyos márgenes se encuentran la Capilla Casa de Belén, la Iglesia Ortodoxa (Parroquia San Jorge), la Cruz Roja y otras instituciones de importancia.